# Боббі Раєн
Боббі Раєн (англ. Bobby Ryan; 17 березня 1987, м. Черрі-Гілл, США) — американський хокеїст, правий нападник.
Виступав за «Оуен-Саунд Аттак» (ОХЛ), «Портленд Пайретс» (АХЛ), «Анагайм Дакс», «Айова Чопс» (АХЛ), «Мура ІК», «Оттава Сенаторс», «Детройт Ред Вінгз».
В чемпіонатах НХЛ — 866 матчів (261+308), у турнірах Кубка Стенлі — 51 матч (18+14).
У складі національної збірної США учасник зимових Олімпійських ігор 2010 (6 матчів, 1+1). У складі молодіжної збірної США учасник чемпіонату світу 2006.
Досягнення
- Срібний призер зимових Олімпійських ігор (2010)
- Учасник матчу молодих зірок НХЛ (2009).